# کوئل

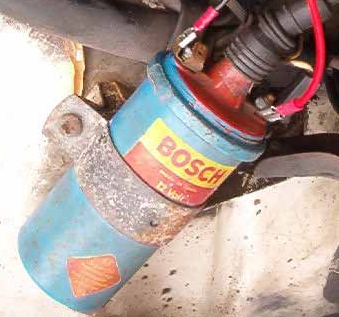
کویل بوش.

سیم پیچ احتراق(به انگلیسی: Ignition coil) که به آن کوئل نیز می‌گویند، یک سیم پیچ القایی است که جریان ضعیف باتری را به جریان با ولتاژ بالا تبدیل کرده و به شمع‌ها ارسال می‌کند.

## کاربرد
کوئل جریان با ولتاژ پایین را از باتری اتومبیل گرفته و آن را تبدیل به هزاران ولتی می‌کند که برای ایجاد جرقه الکتریکی در شمع خودرو برای احتراق در محفظه سیلندر نیاز است.
در واقع هر سامانه کویل یک قطع کن کوئل مکانیکی و خازن دارد.
در نسل اولیه خودروها یک کوئل برای تمام سیلندرها استفاده می‌شد اما در نسل جدید برای هر سیلندر یک کوئل جداگانه استفاده می‌شود.
سامانه جرقه زنی در موتور دیزل به دلیل عدم نیاز کاربرد ندارد.